# Table des Fées (Fresnicourt-le-Dolmen)
La Table des Fées est une allée couverte situé sur le territoire de la commune de Fresnicourt-le-Dolmen dans le département du Pas-de-Calais.

## Protection
L'édifice est classé au titre des monuments historiques en 1889. L'édifice est à l'origine d'une partie du nom de la commune.

## Description
Le dolmen est composé de trois orthostates sur lesquels repose une table de couverture de 3 m de long sur 2,50 m de large et 0,60 m d'épaisseur dont le poids est estimé à environ 10 t. Elle est en partie brisée et a basculé vers le nord-est. Adrien de Mortillet, Claude Burnez et Jean Arnal considèrent qu'il s'agit d'une allée couverte alors qu'Auguste Terninck y voyait un dolmen à couloir.
D'après Terninck et Lequien, elle faisait partie d'un ensemble mégalithique important comprenant quatre dolmens formant un losange et reliés entre eux par des alignements de menhirs, ainsi qu'un double tumulus. Cet ensemble aurait été détruit au milieu du XIXe siècle par des tailleurs de pavés. 